# Vintilă Horia
Vintilă Horia (pseudonimul literar al lui Vintilă Caftangioglu, n. 18/31 decembrie 1915, Segarcea, România – d. 4 aprilie 1992, Collado Villalba⁠(d), Spania) a fost diplomat, eseist, filozof, jurnalist, pedagog, poet și romancier român, care a scris în special în limbile română și franceză, cunoscând consacrarea internațională după exilul său.

## Biografie
S-a născut în 1915, în localitatea Segarcea, județul Dolj, Oltenia. A început școala primară la Râmnicu Sărat și a terminat-o la București. A absolvit Colegiul Sfântul Sava. A studiat la Facultatea de Drept, în paralel cu cea de Litere și Filozofie.
Aidoma altor intelectuali români de calibru mondial cu traiectorii similare, Cioran, Eliade și Noica, Horia a fost atras de extrema dreaptă. A fost, timp de șase luni, cuzist și a colaborat în perioada 1937 - 1941 cu revista antisemită Sfarmă-Piatră.
În anii 1940 - 1945, când Vintilă Horia a locuit la Roma și Viena, a fost parte a diplomației românești, ca șef de cabinet la Ministerul Propagandei și, ulterior, atașat de presă la Roma. Reprezentarea la Roma a fost întreruptă în anii conducerii statului român de alianța dintre guvernul mareșalului Ion Antonescu și legionari. A revenit în diplomație, de data aceasta la Viena. Când România întoarce armele împotriva Germaniei (august 1944), Vintilă Horia și soția lui, Olguța (n. Teohari), sunt internați într-un lagăr german. La sfârșitul războiului, cei doi soți pleacă în Italia. Aici, Vintilă Horia îl cunoaște pe Giovanni Papini, scrie și publică în reviste italiene, dar situația economică grea a Italiei postbelice îl determină să plece mai departe, în Argentina (primăvara lui 1948). Va sta la Buenos Aires până în martie 1953, când se întoarce în Europa, și anume în Spania, unde are o activitate literară susținută și se face cunoscut.
În 1946, Tribunalul Poporului din România l-a condamnat în contumacie la 25 ani muncă silnică, pentru crime de război, în baza legii 312/1945, art 2: [indivizi care] „s-au pus în slujba hitlerismului sau fascismului și au contribuit prin fapte proprii la realizarea scopurilor lor politice sau la aservirea vieții economice a țării în detrimentul intereselor poporului român.” Completul de judecată care l-a condamnat pe Vintilă Horia era format din: președinte: Alexandru Voitinovici; doi membri, „judecători ai poporului,” doi învățători, un muncitor CFR, un comerciant, un fost consilier la Camera de Muncă, un „judecător delegat,” un grefier, un acuzator public și un singur magistrat. Fiica scriitorului, Cristina Horia, a inițiat o acțiune judiciară în vedera abolirii acestei sentințe emise de un tribunal politic de tip sovietic 
Vintilă Horia a murit în anul 1992.

## Premiul Goncourt

### Dieu est né en exil
În noiembrie 1960, romanului său Dumnezeu s-a născut în exil (în franceză Dieu est né en exil) îi este atribuit Premiul Goncourt. Autorul, stabilit la Paris (între 1960-1964), respinge oferta ambasadei române de a intra în rolul de reprezentant al scriitorimii României comuniste. Guvernul român, cu sprijinul comuniștilor francezi, începe o campanie de denigrare a scriitorului, atribuindu-i – printr-un dosar falsificat – un trecut de legionar. Sub presiunea acestei campanii, Vintilă Horia refuză premiul Goncourt. Dar, conform regulamentului Premiului Goncourt nu poate fi anulat. El rǎmâne atribuit, dar nedecernat. Romanul a fost distins în 1961 la Milano cu o medalie de aur (Medalla de Oro de „Il Conciliatore” - a se vedea Vintilă Horia, El despertar de la sombra, Madrid, Editora Nacional, 1967. Alte premii: “Bravo para loshombres que unem en la verdad”,  Madrid (1972) și Premiul Dante Aligheri, Florența (1981).
Vintilă Horia se întoarce în Spania în 1964, unde continuă să scrie, în spaniolă și în franceză. 
Jurnalista de televiziune Marilena Rotaru realizează documentare despre Vintilă Horia în seria Memoria exilului românesc (1991-1996) și în Întoarcerea lui Vintilă Horia (2002).

### Centenarul nașterii
Centenarul nașterii lui Vintilă Horia a fost sărbătorit în decembrie 2015 prin colocvii la Madrid, Craiova, Alba Iulia, Deva și prin lansări de carte la Segarcea, locul natal al scriitorului 
Consiliului Local al orașului Segarcea (județul Dolj), prin Hotărârea nr. 60 din 27 noiembrie 2015, i-a atribuit titlul de cetățean de onoare - post mortem. La cererea Institutului Elie Wiesel, i s-a retras titlul la 10 februarie 2016.

## Propagandă fascistă
În articolele sale publicate între anii 1937-1941, Vintilă Horia s-a remarcat prin elogiile aduse lui Benito Mussolini, Adolf Hitler, național-socialismului și fascismului în general. A colaborat cu ziarul fascist Sfarmă-Piatră, condus de Nichifor Crainic. Totodată, a criticat în mai multe rânduri forma de guvernare democratică și a practicat un discurs instigator la ură împotriva evreilor în timpul Holocaustului, când aceștia erau supuși persecuției și exterminării sistematice. După emigrarea sa în Argentina, în anul 1948, Vintilă Horia a fost redactor la ziarul neolegionar „România” și colaborator al ziarului „Însemnări”, editat de Radu Ghenea, legionar și apropiat al lui Corneliu Zelea Codreanu.
Vintilă Horia a considerat că fascismul este o revoluție spirituală și o operă de renaștere a Europei. După declanșarea războiului din Est, a justificat masacrele anti-evreiești întreprinse de trupele române. De asemenea, a considerat că principalii inamici ai României și Europei sunt democrații, evreii și masonii, acuzându-i pe aceștia că sprijină comunismul.
Admirația sa pentru Adolf Hitler e exprimată în pasajul:
„Germania lui Adolf Hitler este o valoare asemănătoare, ca forță și întindere, religiei în Evul Mediu sau artei în timpul Renașterii. Acest «homo europaeus», cel dintîi dintre cei mai mari, acel ce s-a încumetat să distrugă o prejudecată și să dovedească, cu strălucite argumente, forța nepieritoare a Europei, este Adolf Hitler. Discursul său este acela al veacurilor care vorbesc încă de pe turlele catedralelor și al basilicelor, din fundurile bibliotecilor și al muzeelor și de pe culmea aceea de umanitate care se numește europenism.”
Conform Deutsche Welle, Horia a fost „rinocerizat de legionarism și pronazism”.

## Perioada postcomunistă
În anul 2016 Institutul de Investigare a Crimelor Comunismului și Memoria Exilului Românesc (IICCMER), aflat atunci sub conducerea lui Radu Preda, a organizat un centenar în memoria lui Vintilă Horia, unde s-a făcut apologia lui Adolf Hitler și Benito Mussolini, menită să justifice articolele cu caracter fascist publicate de Vintilă Horia în revista „Sfarmă-Piatră”.

## Opera literară

### Romane
- Acolo și stelele ard, Editura Gorjan, București, 1942
- Dieu est né en exil, Fayard, Paris, 1960
- Le Chevalier de la Résignation, Fayard, Paris, 1961
- Les Impossibles, Fayard, Paris, 1962
- La septième lettre, Le roman de Platon, Pon, Paris, 1964
- Une femme pour l’Apocalypse, Julliard, Paris, 1968
- El hombre de las nieblas, Plaza y Janés, Barcelona, 1970
- El viaje a San Marcos, Magisterio Español, Madrid, 1972
- Marta o la segunda guerra, Plaza y Janés, Barcelona, 1982
- Persécutez Boèce, L’Age d’Homme,  Lausanne, 1987
- Un sepulcro en el cielo, Planeta, Barcelona, 1987
- Les clefs du crépuscule, L’Age d’Homme, Lausanne, 1988
- Mai sus de miazănoapte, Cartea Românească, București, 1992

### Nuvele
- El despertar de la sombra, Editora Nacional, Madrid, 1967.
- Informe último sobre el Reino H, Plaza y Janés, Barcelona, 1981.
- Moartea morții mele, Editura Dacia, Cluj-Napoca, 1999.
- El fin del exilio, Cuentos de juventud, Criterio Libros, Madrid, 2002.

### Jurnale
- Journal d’un paysan du Danube, Table Ronde, Paris, 1966;
- Scrisori din Exil, vol.I si II, corespondența dintre Vintilă Horia și fratele său Alexandre Castaing (1972-1992), 2011, 350p.;
- Jurnalul unui fost sagetator, Ed. Vremea, București, 2015.

### Eseuri
- Presencia del mito, Escelicer, Madrid, 1956.
- Poesía y libertad, Madrid, Ateneo, 1959.
- La rebeldía de los escritores soviéticos, Rialp, Madrid, 1960.
- Quaderno italiano, Pisa, 1962.
- Giovanni Papini, Wesmael-Charlier, Paris, 1963.
- Juan Dacio, Diccionario de los Papas. Prefacio de Vintila Horia. Editorial Destino, Barcelona 1963. (Juan Dacio este pseudonimul lui Vintilă Horia.)
- Platón, personaje de novela, Ateneo, Madrid, 1964.
- España y otros mundos, Plaza y Janés, Barcelona, 1970.
- Viaje a los Centros de la Tierra, y Janés, Barcelona, 1971.
- Pepi Sánchez, Prensa Española, Madrid, 1972.
- Mester de novelista, Prensa Española, Madrid, 1972.
- Encuesta detrás de lo visible, Plaza y Janés, Barcelona,1975.
- Introducción a la literatura del siglo XX. (Ensayo de epistemología  literaria), Gredos, Madrid, 1976.
- Consideraciones sobre un mundo peor, Plaza y Janés, Madrid, 1978.
- Literatura y disidencia, Ed. Rioduero, Madrid, 1980.
- Los derechos humanos y la novela del siglo XX, Magisterio Español, Madrid, 1981.
- Mai bine mort decât comunist, Phoenix, București, 1990.
- Dicționarul Papilor, Editura Saeculum I.O., 1999.

### Poezie
- Procesiuni, Ed. Pavel Suru, București, 1936.
- Cetatea cu duhuri, Ed. Pavel Suru, București, 1939.
- Cartea omului singur, Ed. Pavel Suru, București, 1941.
- A murit un Sfânt, Valle Hermoso (Argentina), 1952.
- Poezia românească nouă. Antologie, Colecția “Meșterul Manole”, Salamanca, 1956.
- Jurnal de copilărie, Fundația Regală Universitară Carol I, Paris, 1958.
- Viitor petrecut, Salamanca, 1976.

## Cărți și teze de doctorat care se referă la opera lui Vintilă Horia

### Cărți
- Sanda Stolojan, Au balcon de l’exil roumain à Paris: avec Cioran, Eugène Ionesco, Mircea Eliade, Vintilă Horia…, Paris, L ’Harmattan, 1999.
- Crenguța Gânscă, Vintilă Horia. Al zecelea cerc: eseu despre o trilogie a exilului, Cluj-Napoca, Dacia, 2001.
- Marilena Rotaru, Întoarcerea lui Vintilă Horia, Ideea, București, 2002.
- Cecilia Latiș, Arhitecturi paralele: Marguerite Yourcenar –Vintilă Horia, Suceava, Editura Universității din Suceava, 2003.
- Cecilia Latiș, Polifonii creatoare: paralelă între creația lui Marguerite Yourcenar și a lui Vintilă Horia, Suceava, Editura Universității din Suceava, 2003.
- Pompiliu Crăciunescu, Vintilă Horia - Translittérature et Réalité, Editura L’Homme Indivis, Veauche, Franța, 2008.
- Georgeta Orian, Vintilă Horia, un scriitor împotriva timpului său, Cluj-Napoca, Limes, 2008.
- Pompiliu Crăciunescu, Vintilă Horia - Transliteratură și Realitate, București, Curtea Veche, 2011.
- Sonia Elvireanu, Fața întunecată a lui Ianus – Vintilă Horia, Dumitru Țepeneag, Norman Manea, Gabriel Pleșa,  Editura Tipo Moldova, Colecția „Academica”, Iași, 2013.
- Nicolae Florescu, Vintilă Horia între „ieșirea din a exista și intrarea în a fi”, București, Editura Jurnalul Literar, 2014.
- Mihaela Albu și Dan Anghelescu, Eseistica lui Vintilă Horia – deschideri către transdisciplinaritate, Craiova, Aius, 2015.
- Corespondența lui Vintilă Horia cu Basarab Nicolescu : Traian D. Lazăr și Raluca Andreescu, Scrisori din exil – Arhiva literară Basarab Nicolescu, Curtea Veche, București, 2015, capitolul „Drumul spre transdisciplinaritate – Vintilă Horia-Basarab Nicolescu”, p. 215-271.
- Corespondența lui Vintilă Horia cu Ștefan Lupașcu: Oana Soare, Stéphane Lupasco – Infinitul și experiența. Corespondență primită, articole, interviuri, Academia Română, Fundația Națională pentru Știință și Artă, București, 2015, p. 241-258.

### Teze de doctorat
- Monica Nedelcu, La obra literaria de Vintila Horia. El espacio del exilio en cuatro novelas francesas (L’œuvre littéraire de Vintila Horia. L’espace de l’exil dans quatre romans français), Madrid, Universidad Complutense, Colección Tesis Doctorales, 1989.
- Claudia Drăgănoiu,  La prose littéraire d’exil : Vintilă Horia, Constantin Virgil Gheorghiu et L. M. Arcade (Proză literară de exil: Vintilă Horia, Constantin Virgil Gheorghiu și L. M. Arcade), Strasbourg, Faculté des Lettres, Université de Strasbourg, 2011.
- Manuela Alexe, Représentations de l’espace dans la prose de Vintilă Horia (Reprezentări ale spațiului în proza lui Vintilă Horia), Școala doctorală de studii literare și culturale, Universitatea din București, 2012.
- Renata-Simona Georgescu, L’image de la Roumanie chez Vintilă Horia, Petru Dumitriu et Paul Goma, Facultatea de Litere, Universitatea Babeș-Bolyai, Cluj-Napoca, 2013.
- Alina Elena Costin, Vintilă Horia: Exil et création, Facultatea de Litere, Universitatea « Alexandru Ioan Cuza », Iași, 2013.
- Sonia Elvireanu, Fața întunecată a lui Ianus – Vintilă Horia, Dumitru Țepeneag, Norman Manea, Gabriel Pleșa, Facultatea de Istorie și Filologie, Universitatea „1 Decembrie 1918” din Alba Iulia, 2013.